# Marco Metilio Aquilio Régulo
Marco Metilio Aquilio Régulo Nepote Volusio Torcuato Frontón (en latín: Marcus Metilius Aquillius Regulus Nepos Volusius Torquatus Fronto) fue un  senador romano de rango patricio, que vivió en el siglo II y desarrolló su carrera política bajo los emperadores Adriano, y Antonino Pío. Fue cónsul ordinario en 157 como colega de Marco Vetuleno Cívica Bárbaro.

## Orígenes familiares
Los Metilii eran una familia itálica, probablemente de Transpadana. El mismo Régulo era hijo de Publio Metilio Secundo, cónsul sufecto alrededor del año 124. Olli Salomies, en su estudio de las prácticas de denominación de los primeros siglos del Imperio Romano, señala que "parece lo suficientemente plausible" para inferir que su madre era miembro de la gens Aquilia y sugiere que su praenomen fue heredado de esa rama de la familia.

## Carrera política
Su carrera comenzó en su juventud en el vigintivirato, como uno de los tresviri monetalis, cuyo nombramiento generalmente se asignaba a patricios o individuos favorecidos por el emperador de turno. A los 25 años fue nombrado cuestor y a los 30 como pretor. A la edad de 32 o 33 años fue nombrado cónsul, la edad habitual de los patricios.
Régulo ocupó los cargos sacerdotales en los sodales Flavios, los Salii collini y en el colegio de augures.